# 嶋三喜夫
嶋 三喜夫 （しま みきお、本名・島田 秋男。1947年4月4日 - ）は、和歌山県出身の歌手。

## 人物
三橋美智也の「おさげと花と地蔵さんと」をラジオで聴き、感銘を受け、歌手を目指し16歳で上京するも断念、故郷へ戻る。
29歳のときに三橋美智也の民謡教室へ入門し、内弟子第1号に。三橋の付き人として15年勤める。
そして1996年、49歳でデビュー。この記録は大泉逸郎が57歳でデビューするまで、最高齢デビュー記録だった。

## 楽曲
- 夜汽車は走る（1996年9月）- プライベート盤[1]
- 山里しぐれ（1997年12月） - メジャーデビュー曲。初回出荷は700枚、制作費もわずか200万円でのデビューだったが、次第に評判になり、1998年8月までに約5万枚を売り上げている[1]。
- 見かえり峠（1999年10月）
- 港のカナちゃん（2000年7月）
- 里がえり/別れの港（2001年10月）
- 夕焼けわらべ（2002年10月）
- 母恋峠（2003年7月）
- 夜汽車は走る（2004年7月）
- おふくろの海（2004年12月）
- 思い出の城下町（2007年4月） - ここまでがキングレコードで、この曲のみ島田あきお名義
- 夕やけ慕情（2011年12月） - ここからが日本クラウン
- ふるさとが聞こえる（2013年3月）
- 母はふるさと（2015年1月）

## CM
- ハウス食品「うまいっしょ」（声のみ）[1]